# Cernădia
Cernădia – wieś w Rumunii, w okręgu Gorj, w gminie Baia de Fier. W 2011 roku liczyła 789 mieszkańców.